# У позадини
„У позадини” је југословенски ТВ филм из 1984. године. Режирао га је Ненад Пуховски а сценарио је написао Мирослав Фелдман.

## Улоге
| Глумац           | Улога                    |
| ---------------- | ------------------------ |
| Драго Крча       | Јозо                     |
| Вања Драх        | Доктор                   |
| Ивка Дабетић     | Вера                     |
| Зденка Хершак    | Мајорица                 |
| Драган Деспот    | Камило                   |
| Цинтија Аспергер | Еугенија                 |
| Звонимир Зоричић | Конципијент Прибанић     |
| Изет Хајдархоџић | Котарски предстојник     |
| Крешимир Зидарић | Ђурчевић                 |
| Инге Апелт       | Клара                    |
| Иво Фици         | Амброзић                 |
| Велимир Хитил    | Сатник                   |
| Миа Оремовић     | Чланица болничког одбора |

Остале улоге  ▼
| Глумац           | Улога                         |
| ---------------- | ----------------------------- |
| Антониа Цутиц    | Мајоричина пријатељица        |
| Зоран Ћирић      | Болесни Војник                |
| Олга Пивац       | Госпођа која цека одвјетника  |
| Емил Глад        | Господин који цека одвјетника |
| Душан Грубуровић | Сељак с пицеком               |
| Мирела Брекало   | Часна сестра                  |
| Владо Бузолић    |                               |
| Жарко Савић      | Војник на испомоћи            |
| Гордан Пицуљан   | Пијани војник на забави       |
| Ервина Драгман   | Баруница Ледински             |